# Młyńskie Okna w Łysaku
Młyńskie Okna w Łysaku – schronisko na wzgórzu Łysak na Wyżynie Częstochowskiej będącej częścią Wyżyny Krakowsko-Częstochowskiej. Znajduje się we wsi Kroczyce w województwie śląskim, w powiecie zawierciańskim, w gminie Kroczyce.

## Opis obiektu
Schronisko znajduje się w skałach powyżej skały Wysokie Okapy. Po jej wschodniej stronie prowadzi w górę stromy wąwóz. Okno schroniska widoczne jest w skalnej ścianie po prawej stronie wąwozu (patrząc od dołu). Od tej strony jest niedostępne, można natomiast dostać się do niego od góry, wchodząc pomiędzy skałami na niewielki placyk.
Schronisko jest pozostałością dawnego systemu jaskiniowego. Ma trzy otwory: jeden zachodni i dwa wschodnie, oraz posiada dwie pustki skalne; większą, południową nad 2,5 metrowej wysokości progiem, oraz mniejszą, północną. Jest w całości oświetlone rozproszonym światłem słonecznym i suche. Namuliska i nacieków brak.
Nie było wzmiankowane w literaturze. W lipcu 2009 r. zmierzył go i po raz pierwszy opisał K. Mazik. On też opracował jego plan.

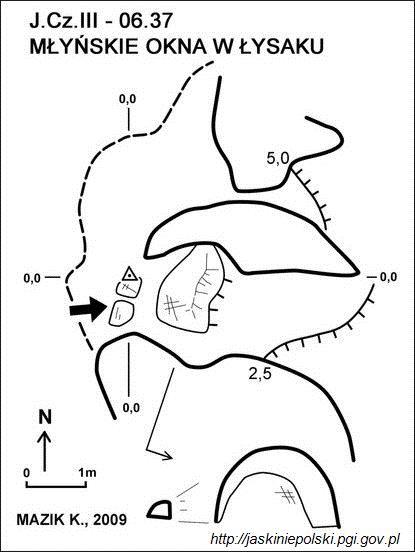
Plan